# Кусинское сельское поселение
Ку́синское се́льское поселе́ние — муниципальное образование в составе Киришского района Ленинградской области. Административный центр — деревня Кусино.
С 1 января 2006 года главой поселения являлся Сергеенко Василий Петрович, с октября 2009 года — Лебедев Владимир Михайлович, с сентября 2019 года — Татаринцева Нина Дмитриевна. Глава администрации — Стаховская Елена Викторовна.

## Географическое положение
- Общая площадь — 514,51 км².
- Расположено в западной части Киришского района.
- Граничит:
  - на северо-западе — с Кировским районом
  - на северо-востоке — с Глажевским сельским поселением
  - на юго-востоке — с Киришским городским поселением
  - на юге — с Новгородской областью
  - на юго-западе — с Тосненским районом
- По восточной границе поселения протекает река Волхов, по территории поселения протекает река Тигода и её притоки Чагода, Кусинка и Меневша.

По территории поселения проходит железная дорога, имеются станции и остановочные пункты: Жарок, 52 километр, 55 километр, Посадниково, 63 километр, Ирса.
По территории поселения проходят автодороги:
- 41А-006 (Зуево — Новая Ладога)
- 41К-568 (подъезд к селу Посадников Остров)

Расстояние от административного центра поселения до районного центра — 20 км.

## История
По данным 1966 года центр Турского сельсовета располагался в деревне Кусино.
В конце 1970-х годов сельсовет был переименован в Кусинский.
18 января 1994 года постановлением главы администрации Ленинградской области № 10 «Об изменениях административно-территориального устройства районов Ленинградской области» Кусинский сельсовет, также как и все другие сельсоветы области, был преобразован в Кусинскую волость.
1 января 2006 года в соответствии с областным законом № 49-оз от 1 сентября 2004 года «Об установлении границ и наделении соответствующим статусом муниципального образования Киришский муниципальный район и муниципальных образований в его составе» было образовано Кусинское сельское поселение, в которое вошла территория бывшей Кусинской волости.

## Население
| 2006  | 2010  | 2011  | 2012  | 2013  | 2014  | 2015  |
| ----- | ----- | ----- | ----- | ----- | ----- | ----- |
| 1000  | ↗1092 | ↘1089 | ↘1082 | ↗1101 | ↘1083 | ↘1072 |
| 2016  | 2017  | 2018  | 2019  | 2020  | 2021  | 2023  |
| ↗1080 | ↗1101 | ↘1078 | ↗1079 | ↘1063 | ↘920  | ↘904  |
| 2024  | 2025  |       |       |       |       |       |
| ↘886  | ↗910  |       |       |       |       |       |

## Состав сельского поселения
| №  | Населённый пункт  | Тип населённого пункта              | Население |
| -- | ----------------- | ----------------------------------- | --------- |
| 1  | Берёзовик         | деревня                             | ↘28       |
| 2  | Жарок             | посёлок при железнодорожной станции | ↗14       |
| 3  | Извоз             | посёлок                             | ↘4        |
| 4  | Ирса              | посёлок при железнодорожной станции | ↘10       |
| 5  | Кусино            | деревня, административный центр     | ↘776      |
| 6  | Мелехово          | деревня                             | ↘12       |
| 7  | Менёвша           | деревня                             | ↘4        |
| 8  | Посадников Остров | село                                | ↘25       |
| 9  | Посадниково       | посёлок при железнодорожной станции | →23       |
| 10 | Тигода            | посёлок при железнодорожной станции | ↘1        |

## Инфраструктура
На территории поселения в районе станций Посадников Остров и 55-й километр находится крупный комплекс садоводческих и огороднических товариществ. Общее количество отдыхающих в летнее время превышает 5 тыс. человек.